# El muerto es un vivo (película de 1996)
El muerto es un vivo (título original: Just Your Luck) es una película directamente para video estadounidense de comedia y drama de 1996, dirigida por Gary Auerbach, que a su vez la escribió junto a Todd Alcott, musicalizada por Mark Sandman, en la fotografía estuvo Roberto Schaefer y los protagonistas son Sean Patrick Flanery, Virginia Madsen y Carroll Baker, entre otros. El filme fue producido por Global Entertainment Network Inc. y Propaganda Films; se estrenó el 29 de noviembre de 1996.

## Sinopsis
En un restaurante que queda abierto toda la noche en Manhattan, un cliente de avanzada edad fallece de un ataque al corazón luego de enterarse de que ganó la lotería. Con mucho dinero potencial tan cerca, los clientes y empleados pronto se trasforman en salvajes codiciosos mientras deciden qué van a hacer.

## Reparto
- Sean Patrick Flanery como Ray
- Virginia Madsen como Kim
- Carroll Baker como Momie
- Bill Erwin como Pops
- Jon Favreau como Straker
- Flea como Johnny
- Ernie Hudson como Willie
- John Lurie como Coker
- Jon Polito como Nick
- Mike Starr como Carl
- Alanna Ubach como Angela
- Vince Vaughn como Barry
- Lee Weaver como Wino